# Vladislav Skarić
Vladislav Skarić (Sarajevo, 10. lipnja 1869. – Sarajevo, 6. kolovoza 1943.), bosanskohercegovački je povjesničar srpskog podrijetla.

## Životopis
Vladislav Skarić je rođen u srpskoj trgovačkoj porodici u Sarajevu 1869. Njegov otac bio je Kosta Skarić, trgovac duhanom. Skarić je zapamtio zadnje godine osmanske vladavine u Bosni i Hercegovini i bio je među prvim Srbima koji je stekao fakultetsko obrazovanje. Osnovnu školu i dva razreda gimnazije završio je u Sarajevu, a ostatak gimnazije u Srijemskim Karlovcima. Poslije završene gimnazije studirao je povijest i geografiju u Grazu. Radio je kao profesor u srednjim školama u Banjoj Luci i Sarajevu. Jedan je od osnivača SKPD Prosvjeta.
Iako prvi njegov rad datira iz 1895. godine, Skarić se sa značajnijim radovima javlja od 1909. Prvi svjetski rat proveo je u zatočeništvu. Godine 1919. postao je kustos, a od 1926. do 1936. Vladislav Skarić je bio direktor Zemaljskog muzeja Bosne i  Hercegovine. U Glasniku Zemaljskog muzeja Bosne i Hercegovine je objavio svoje najvažnije radove. Bavio se svim periodima povijesti Bosne i Hercegovine, ali je najviše doprinio proučavanju osmanskog razdoblja. Sam je naučio turski jezik, koji je neophodan za razumijevanje izvora za povijest osmanske vladavine. Među značajnim radovima je Popis bosanskih spahija iz godine 1711. godine, monografija posvećena Sarajevu. Pisao je o Mula Mustafi Bašeskiji, Trebinju, podrijetlu pravoslavnog stanovništva u Bosni i Hercegovini, staroj bosanskoj vlasteli, Borču, a višegodišnje proučavanje rudarstva završio je monografijom Staro rudarsko pravo i tehnika u Srbiji i Bosni (1939.). Bio je akademik SANE od 1935. godine. 
Preminuo je u Sarajevu 6. kolovoza 1943. godine. Njegovim imenom se zove jedna od osnovnih škola u Sarajevu. 

## Djela
Među značajnim radovima su:
- Popis bosanskih spahija, iz god. 1711
- Iz trgovačkih tevtera i pisama
- Iz stare mahale i čaršije
- Mula Mustafa Bašeskija sarajevski hroničar 18. vijeka
- Sarajevo i njegova okolina od najstarijih vremena do austrougarske okupacije
- Srpski pravoslavni narod i crkva u Sarajevu u 17. i 18. vijeku
- Staro rudarsko pravo i tehnika u Srbiji i Bosni

## Vanjske povezice
- Životopis na SANU